# Ludowa Samoobrona
Ludowa Samoobrona (ukr. Народна самооборона, NS) – ukraiński ruch polityczny założony w grudniu 2006 przez Jurija Łucenkę.
Ugrupowanie zostało powołane w związku z wyjściem Bloku Nasza Ukraina z koalicji rządowej wspierającej rząd Wiktora Janukowycza i jednoczesną decyzją Socjalistycznej Partii Ukrainy o pozostaniu w dotychczasowym układzie, która doprowadziła do opuszczenia tej partii przez Jurija Łucenkę.
Hasła NS skupiły się na kwestiach uczciwości władzy, zabezpieczeniu jedności Ukrainy i współpracy sił opozycyjnych. Ugrupowanie miało charakter personalistyczny, do byłego ministra spraw wewnętrznych dołączyli deputowani Naszej Ukrainy Dawid Żwania i Mykoła Katerynczuk, były poseł liberalnej partii Reformy i Porządek, komendant pomarańczowej rewolucji i doradca prezydenta Taras Stećkiw oraz były mer Kijowa Ołeksandr Omelczenko.
Gdy Wiktor Juszczenko ogłosił rozpisanie przedterminowych wyborów parlamentarnych, Jurij Łucenko podpisał porozumienie z dwiema partiami, Związkiem Chrześcijańsko-Demokratycznym Wołodymyra Stretowycza i Naprzód, Ukraino! Wiktora Musijaki. W związku z przepisami prawa wyborczego dopuszczającymi do kandydowania wyłącznie listy partii i koalicji partii oba ugrupowania powołały blok wyborczy pod nazwą Ludowa Samoobrona. Jednocześnie podjęto rozmowy z Ludowym Związkiem "Nasza Ukraina" i Ukraińską Prawicą (porozumieniem wyborczym z 2007 zawartym m.in. NRU i UNP).
W lipcu 2007 podpisano porozumienie o stworzeniu bloku wyborczego pod nazwą Nasza Ukraina-Ludowa Samoobrona celem wspólnego startu w wyborach. Kandydaci Jurija Łucenki zostali umieszczeni na liście koalicji w ramach puli przypadającej na partię Naprzód, Ukraino! (ok. 20 miejsc wśród pierwszych stu kandydatów), przy czym na liście nie znalazł się formalny przewodniczący VU!.
Po wyborach w Radzie Najwyższej VI kadencji w ramach frakcji NU-NS powołano grupę deputowanych Ludowej Samoobrony, liczącą około 15 osób. Lider ruchu w nowym rządzie, powołanym w grudniu 2007, został ministrem spraw wewnętrznych.